# Dominik Kisiel
Dominik Kisiel (* 15. April 1990 in Bełchatów) ist ein polnischer Fußballtorhüter.

## Karriere
Kisiel begann seine Karriere in seiner Heimatstadt in der Jugend des Erstligisten GKS Bełchatów. Dort schaffte er in der Winterpause 2006/07 den Sprung in den Kader der ersten Mannschaft. Er kam jedoch zunächst nur in der zweiten Mannschaft zum Einsatz, die in der separaten Nachwuchsliga Młoda Ekstraklasa spielt. Am 23. Februar 2008, dem 17. Spieltag der Saison 2007/08, kam Kisiel zu seinem Profidebüt, als er im Auswärtsspiel gegen Zagłębie Lubin (0:1) in der Startelf stand. In dieser Saison kam er noch zu einem weiteren Einsatz, aber sein im Sommer 2008 auslaufender Vertrag wurde jedoch nicht verlängert. Da er keinen neuen Verein fand, war er ein Jahr vereinslos, bevor ihn sein ehemaliger Klub GKS Bełchatów im Sommer 2009 wieder unter Vertrag nahm. Als Reservetorwart für die erste Mannschaft verpflichtet, kam er wieder nur in der zweiten Mannschaft zum Einsatz. Im August 2010 wurde er bis Ende Dezember 2011 an den Drittligisten GKS Tychy ausgeliehen, wo er öfters zum Einsatz kam.
Mitte August 2012 gab der deutsche Viertligist Berliner AK 07 die Verpflichtung von Kisiel bekannt. Er hatte sich in einem Probetraining empfohlen und unterschrieb einen Einjahresvertrag bis Ende Juni 2013 mit Option auf ein weiteres Jahr. Dort wurde er zum Stammtorhüter und machte durch gute Leistungen auf sich aufmerksam.
Im Mai 2013 wurde Kisiel zur Saison 2013/14 vom Drittligisten Hallescher FC verpflichtet. Er unterschrieb einen Dreijahresvertrag bis Ende Juni 2016. Dort konnte er sich jedoch nicht auf Dauer durchsetzen, woraufhin der Vertrag im Dezember 2014 aufgelöst wurde. Kisiel schloss sich daraufhin dem Regionalligisten VfB Oldenburg an, bei dem er sich als Stammtorhüter durchsetzen konnte. Von 2016 bis 2018 spielte Kisiel für den Berliner Regionalligisten FC Viktoria 1889. Zur Saison 2018/19 kehrte er zum VfB Oldenburg zurück. Mit der Mannschaft stieg er in der Saison 2021/22 in die dritte Liga auf, wobei er selbst in dieser Spielzeit als Ersatztorhüter fungierte. Die anschließende Drittliga-Spielzeit 2022/23 verpasste er größtenteils verletzungsbedingt und verließ den Verein im Sommer 2023.

## Erfolge
- Aufstieg in die 3. Liga: 2022
- Meister der Regionalliga Nord: 2022

## Privates
Kisiels älterer Bruder Jakub (* 1988) war ebenfalls Fußballprofi, beendete seine Karriere jedoch noch in jungen Jahren.